# یواس‌اس بل (۱۸۶۴)
یواس‌اس بل (۱۸۶۴) (به انگلیسی: USS Belle (1864)) یک کشتی بود که طول آن ۶۱ فوت ۴ اینچ (۱۸٫۶۹ متر) بود. این کشتی در سال ۱۸۶۴ ساخته شد.